# Локтьонок
Локтьонок (рос. Локтёнок) — село у Краснозерському районі Новосибірської області Російської Федерації.
Входить до складу муніципального утворення Колибельська сільрада. Населення становить 481 особа (2010).

## Історія
Згідно із законом від 2 червня 2004 року органом місцевого самоврядування є Колибельська сільрада.

## Населення
| 2002 | 2007 | 2010 |
| ---- | ---- | ---- |
| 554  | ↘537 | ↘481 |